# Chrysometa donachui
Chrysometa donachui là một loài nhện trong họ Tetragnathidae.
Loài này thuộc chi Chrysometa. Chrysometa donachui được Herbert W. Levi miêu tả năm 1986.